# Druk United Football Club
 (novembre 2018).
Si vous disposez d'ouvrages ou d'articles de référence ou si vous connaissez des sites web de qualité traitant du thème abordé ici, merci de compléter l'article en donnant les références utiles à sa vérifiabilité et en les liant à la section « Notes et références ».
Maillots
Le Druk United Football Club, plus couramment abrégé en Druk United FC, est un club bhoutanais de football fondé en 2000, et basé à Thimphou, la capitale du pays.
Le club évolue dans le stade Changlimithang à Thimphou, affilié à la fédération du Bhoutan de football. Il évolue dans le Championnat du Bhoutan de football en première division.

## Histoire

### Débuts du club (2003-2009)
En 2002, le club atteint pour la première fois la première division, après plusieurs années en division B. Avec quatre victoires et une défaite en cinq matches lors de la phase de groupes, il domine le groupe, terminant premier avec deux points devant le Sharks FC. Yeedzin perd 1-0 contre les finalistes, mais remporte la troisième place des éliminatoires pour terminer troisième au classement général. Cette troisième place est suffisante pour assurer pour la première fois la montée en ligue 1 Bouthanaise. Cependant, après une saison compliquée il termine à la neuvième et dernière place de la saison 2003, avec un seul point. Il perd successivement contre Transport United (6-0), Ranjung United, (6-1), Dzongric (5-2), Rigzung (7-3) et contre Druk Star (2-1), accumulant ainsi défaites sur défaites. En outre, il perd face à l’Armée royale du Bhoutan et ne gagne qu'un seul point, remporté lors de la rencontre face à Yeedzin. Le club est relégué à la fin de la saison. On ne sait pas s'il participe à la première division entre 2004 et 2012, il n'y a aucune trace de leur participation à une saison de la division A sur cette période.

### Apogée et relative décadence (2012-Aujourd'hui)
En 2012, finaliste du championnat de la division B, il perd face à Druk Star sur un score de 5-1 lors de la finale sur le terrain de football de Changjiji. Cependant, il est promu dans la division A en 2013, avec Druk Star. Au sein de celle-ci, il termine cinquième sur six, avec deux victoires et six défaites en huit matchs, dont une défaite 10-2 face à Yeedzin, s'imposant seulement à deux reprises, 3-1 contre Dzongric et 2-0 contre Druk Star. Avec ce dernier club, il participe aux barrages de relégation avec les deux meilleures équipes de la division B. Lors de ces séries éliminatoires, Druk United a remporté le premier match, battant Druk Star 4–3. 
De retour au sommet du football bhoutanais, il remporte la division A avec neuf victoires et un match nul sur leurs douze matches, après être passé de la troisième place à mi-parcours, à la première en fin de saison en compensant ainsi un déficit de six points. La victoire dans la division A assure pour la première fois une qualification pour la Ligue Nationale. La première participation dans la Ligue nationale est réussie. Le club termine premier à la différence de buts devant l'Ugyen Academy, perdant des points seulement contre l'Ugyen Academy et contre Druk Pol avec respectivement 2-2 et 2-1. Ainsi que contre Thimphu City 3-0. Il remporte tous les matchs restants, y compris une victoire 4-0 sur le Bhutan Clearing, malgré le renvoi d'Ugyen Tsheten et de Nawang Dhendup. En remportant la ligue, elle devient la première équipe du Bhoutan à se qualifier pour disputer la Coupe de l'AFC.

## Palmarès
| Compétitions nationales                                                                                  |
| --- |
| - Championnat du Bhoutan (1) : - Champion : 2014. - Bhutan National League (en) (1) : - Champion : 2014. |

## Personnalités du club

### Présidents du club
- Durga Chhetri

### Entraîneurs du club
- Pema Dorji